# Copa de la CEMAC
La Copa de la CEMAC —en anglès CEMAC Cup, en francès Coupe de la CEMAC (Communauté Économique et Monétaire de l'Afrique Centrale)— fou una competició futbolística per a seleccions organitzada per la Unió de les Federacions de Futbol de l'Àfrica Central (UNIFFAC). Hi participaven seleccions d'Àfrica Central com República del Congo, Txad, Guinea Equatorial, Camerun, Gabon i la República Centreafricana.
Anteriorment havien disputat la Copa de la UDEAC, entre 1984 i 1990.

## Historial
Font:
| Any  | Seu               | Final                                          | Final                                          | Final                                          | Tercer lloc                                    | Tercer lloc                                    | Tercer lloc                                    |
| Any  | Seu               | Campió                                         | Resultat                                       | Finalista                                      | Tercer                                         | Resultat                                       | Quart                                          |
| ---- | ----------------- | ---------------------------------------------- | ---------------------------------------------- | ---------------------------------------------- | ---------------------------------------------- | ---------------------------------------------- | ---------------------------------------------- |
| 2003 | Congo             | Camerun                                        | 3-2                                            | R. Centreafricana                              | Congo                                          | 1-0                                            | Gabon                                          |
| 2005 | Gabon             | Camerun                                        | 1-0                                            | Txad                                           | Gabon                                          | 2-1                                            | Congo                                          |
| 2006 | Guinea Equatorial | Guinea Equatorial                              | 1-1 (4-2 p.)                                   | Camerun                                        | Gabon                                          | 2-2 (7-6 p.)                                   | Txad                                           |
| 2007 | Txad              | Congo                                          | 1-0                                            | Gabon                                          | Txad                                           | 1-0                                            | R. Centreafricana                              |
| 2008 | Camerun           | Camerun                                        | 3-0                                            | Congo                                          | R. Centreafricana                              | 2-0                                            | Txad                                           |
| 2009 | R. Centreafricana | R. Centreafricana                              | 3-0                                            | Guinea Equatorial                              | Txad                                           | 2-1                                            | Gabon                                          |
| 2010 | Congo             | Congo                                          | 1-1 (9-8 p.)                                   | Camerun                                        | R. Centreafricana                              | 3-2                                            | Txad                                           |
| 2011 | Gabon             | Inicialment retardada i finalment cancel·lada. | Inicialment retardada i finalment cancel·lada. | Inicialment retardada i finalment cancel·lada. | Inicialment retardada i finalment cancel·lada. | Inicialment retardada i finalment cancel·lada. | Inicialment retardada i finalment cancel·lada. |
| 2013 | Gabon             | Gabon                                          | 2-0                                            | R. Centreafricana                              | Congo                                          | 3-2                                            | Camerun                                        |
| 2014 | Guinea Equatorial | Txad                                           | 3-2                                            | Congo                                          | Camerun                                        | 0-0 (7-6 p.)                                   | Guinea Equatorial                              |